# Ryania dentata
Ryania dentata là một loài thực vật có hoa trong họ Liễu. Loài này được (Kunth) Miq. miêu tả khoa học đầu tiên năm 1843.